# NGC 188

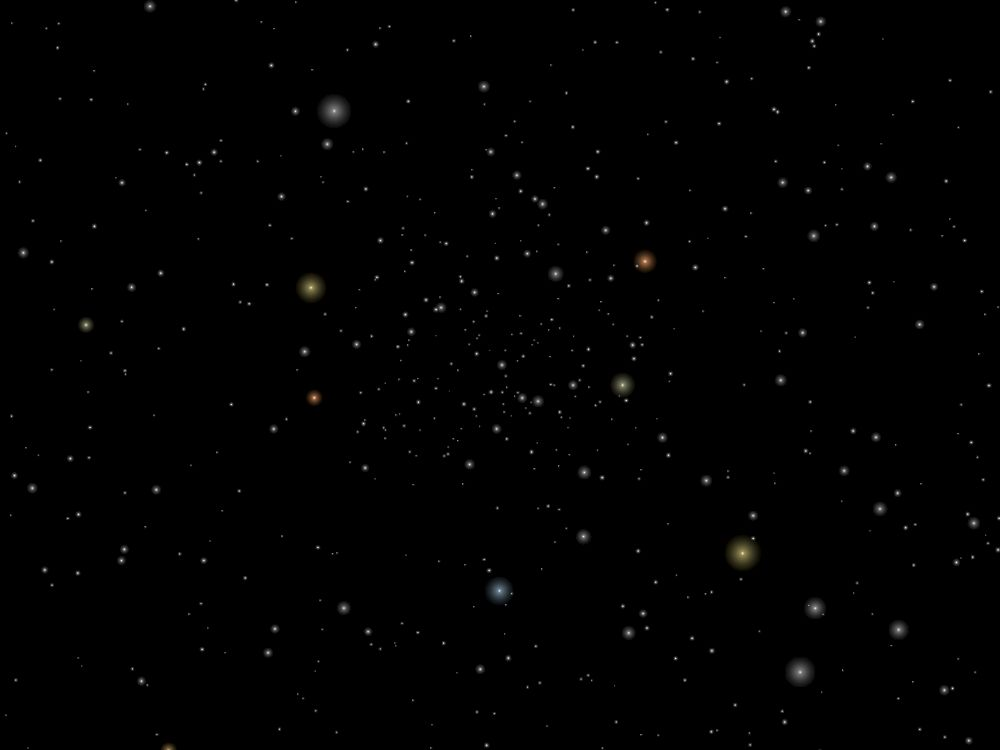
Cụm mở NGC 188

NGC 188 (hay còn được gọi là Cl Melotte 2, Caldwell 1) là một cụm sao mở (là một cụm sao gồm nhiều hay rất nhiều ngôi sao được hình thành từ một khối vật chất tập trung) nằm trong chòm sao Tiên Vương. Nó được nhà thiên văn học người Anh John Herschel phát hiện vào ngày 3 tháng 11 năm 1831. Không giống như hầu hết các cụm mở vẫn đang trôi trong một vài triệu năm vì sự tương tác hấp dẫn của dài Ngân hà của chúng ta, NGC 188 nằm cách xa chúng rất nhiều và là một trong những cụm mở lớn tuổi nhất mà ta từng biết. Theo ước tính của các nhà nghiên cứu, tuổi của nó xấp xỉ khoảng 6,8 tỉ năm. Nó nằm rất gần thiên cực Bắc, cách khoảng chưa đến 5 độ và nằm trong chòm sao Kình Ngư với khoảng cách ước chừng là 5400 năm ánh sáng.
Nó có thể được phát hiện bằng ống nhòm vào ban đêm khi bầu trời không có mây. Các ngôi sao của nó phát ra ánh sáng có màu vàng.

## Dữ liệu hiện tại
Theo như quan sát, đây là cụm mở thuộc hòm sao Tiên Vương. Và dưới đây là một số dữ liệu khác của nó:
Xích kinh 00h 48m 26s
Độ nghiêng + 85 ° 16′ 11"
Độ phóng đại 8,3
Lớp II2r
Khoảng cách 5.400 ly (1,66 kpc)
Độ lớn biểu kiến (V) 10,0
Kích thước biểu kiến (V) 15 ′
Bán kính: Vẫn chưa được xác định